# Radio Belgrado
Radio Belgrado (en serbio: Radio Beograd, Радио Београд) es una estación de radio que opera desde Belgrado, Serbia, perteneciente al ente público Radio-Televizija Srbije. Es una emisora histórica fundada en 1929, que ha estado sometida desde entonces a los acontecimientos sucedidos en Serbia y la extinta Yugoslavia.

## Historia
La predecesora de Radio Belgrado, Radio Beograd Rakovica, inició su programación en 1924 y formaba parte de una estación de telegrafía sin hilos estatal. Radio Beograd, AD inició sus transimisiones en marzo de 1929 en el entonces Reino de Yugoslavia. Su programación consistía en música, noticias, seriales radiofónicos y programación teatral, principalmente.
Radio Belgrado dejó de transmitir el 6 de abril de 1941, cuando sus instalaciones fueron destruidas durante el bombardeo de la ciudad por la aviación alemana en la llamada Operación Castigo. Después de la ocupación de Belgrado, Radio Belgrado se convirtió en la estación de radio de las fuerzas alemanas bajo el nombre de Soldatensender Belgrad (Radio Belgrado de los Soldados) en la misma frecuencia. Podía ser recibida en toda Europa y el Mediterráneo. Un oficial alemán que trabajaba en la estación adquirió, durante un permiso en Viena, algunas grabaciones musicales para su difusión. Entre una pila de discos que compró en una tienda de segunda mano se encontraba la poco conocida canción de 1939 «Lili Marleen» cantada por Lale Andersen, que hasta entonces había vendido sólo alrededor de 700 copias. El tema alcanzó gran popularidad entre los soldados del Afrika Korps que sintonizaban la emisora desde el norte de África, y se convirtió en un clásico emitido con bastante frecuencia por la emisora.
El gobierno nazi ordenó la retirada de la difusión de la canción, pero Radio Belgrado recibió numerosas cartas de los soldados del Eje en toda Europa pidiendo que fuera de nuevo emitida, y volvió de nuevo a la programación. Incluso Erwin Rommel, el comandante del Afrika Korps admiraba la canción, formulando a Radio Belgrado la petición de incorporar el tema en sus emisiones diarias, lo que fue aceptado.
Después de que los partisanos de Tito tomasen el poder en 1944, la nueva Radio Belgrado, esta vez bajo el control comunista, continuó su operación y poco a poco se convirtió en el medio de difusión más influyente de Serbia y de la antigua Yugoslavia. La emisora disponía de secciones en distintos idiomas, trabajando durante un año en la sección en español la escritora Teresa Pàmies, que lo hizo hasta la ruptura de relaciones entre Tito y Stalin.
Desde 1994, Radio Belgrado utiliza un sistema informático de emisión de radio conocido como HD Player. Desde julio de 2005, Radio Belgrado diversificó su programación en varios canales: Radio Beograd 1, Radio Beograd 2, Radio Beograd 3, Radio Beograd 202 y Stereorama, y es parte de la red estatal de radio y televisión de Serbia Radio-Televizija Srbije. Cuenta con un valioso archivo de varios cientos de miles de grabaciones en discos, cintas magnéticas y discos compactos.